# Playerunknown's Battlegrounds
Playerunknown's Battlegrounds (stiliserat PlayerUnknown's Battlegrounds, förkortat PUBG) är ett flerspelarspel med Battle Royale-baserat tema. Spelet släppes som betaversion till operativsystemet Windows den 23 mars 2017 via speltjänsten Steam. Den 12 december 2017 släpptes spelet som en betaversion till Xbox One och släpptes i full version till Windows den 20 december 2017. Med totalt 50 000 000 sålda kopior vid år 2018 och 3,2 miljoner samtidiga spelare på Steam, gjorde spelet till det mest populära på Steam år 2017 och 2018.

## Speltema
Spelets tema liknar Hungerspelen och Battle Royale. Det börjar med att 100 spelare startar från ett flygplan för att sedan valfritt hoppa ut med fallskärm någonstans i spelkartan. När man landat med fallskärmen ska man börja plundra övergivna byggnader på saker som vapen, fordon, skyddsvästar, skyddhjälmar, granater, mat, bandage, medkits etc. Det gäller göra detta fort, då man annars kan bli dödade av fiender som är i närheten. Under spelets gång kommer spelarean successivt att minska med tiden och då gäller att hålla sig inom den vita cirkeln och ta ut fiender för att hålla sig vid liv. Bara en spelare/ett lag kan vinna i en match och få utmärkelsen "Winner Winner Chicken Dinner".

## Utmärkelser
- The Game Award for Best Multiplayer Game 2017[10]
- The Game Award for Best Ongoing Game 2017
- Steam Awards - Game of the year 2018[11]